# 薩克森界牆

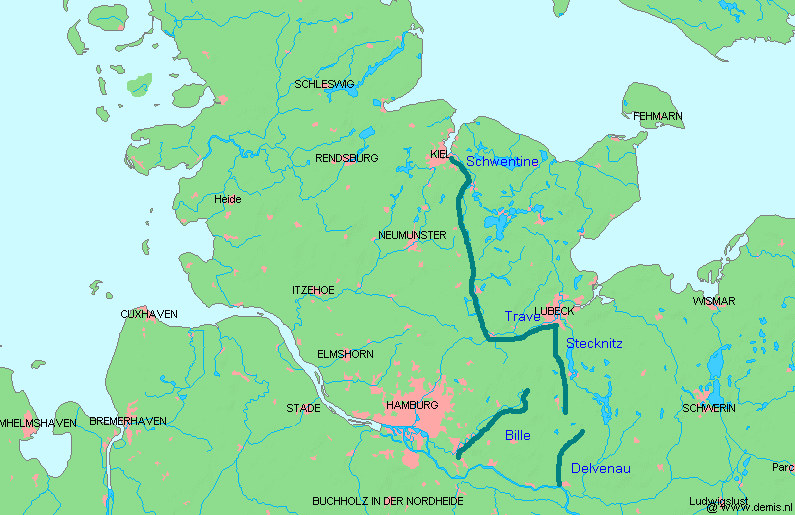
薩克森界牆

薩克森界牆（拉丁語：Limes Saxoniae 或 Limes Saxonicus），也稱薩克森堤壩（德語：Sachsenwall）是薩克森人和斯拉夫奧博特人之間未設防的石牆或邊界，約 810 年建立在今天的石勒蘇益格-荷爾斯泰因。
在查理曼大帝將薩克森人從他們的一些土地上移走並將其交給奧博特人（他們是查理曼大帝的盟友）之後，他終於在薩克森戰爭中征服了薩克森人。 811年他與鄰國丹麥人簽訂了海利根條約，可能同時與東部的波拉比安斯拉夫人達成了邊界協議。 然而，這個邊界不應該被認為是一條防禦線，而是一條貫穿邊界中間的明確線，這是一個難以通過的沼澤和茂密的森林區域。 根據不來梅的亞當在1075年左右的《漢堡大主教史》中的描述，它從博伊森堡附近的易北河沿比勒河向北延伸到基爾峽灣和波羅的海的施文蒂讷河口。